# Helen Hunt
Helen Elizabeth Hunt, född 15 juni 1963 i Culver City, Los Angeles, Kalifornien, är en amerikansk skådespelare och regissör.
Helen Hunt slog igenom i TV-komedin Galen i dig, för vilken hon belönades med fyra Emmy Awards och tre Golden Globes. För rollen som den ensamstående modern och servitrisen Carol Connelly i Livet från den ljusa sidan belönades hon med en Oscar och en Golden Globe för bästa kvinnliga huvudroll. 2013 nominerades Hunt till en Oscar för bästa kvinnliga biroll för sin roll som sexsurrogat i Mitt längtande hjärta men vann inte.
Mellan 1999 och 2000 var Helen Hunt gift med skådespelaren Hank Azaria. Hon var 2001–2017 tillsammans med regissören och manusförfattaren Matthew Carnahan och med honom har hon en dotter, född 2004.

## Filmografi i urval
- 1974–1975 – Amy Prentiss (TV-serie) (3 avsnitt)
- 1977 – Berg och dalbanan
- 1980–1981 – Knots Landing (TV-serie) (2 avsnitt)
- 1985 – Trancers
- 1985 – Girls Just Want to Have Fun
- 1985 – Highway to Heaven (TV-serie) (2 avsnitt)
- 1986 – Peggy Sue gifte sig
- 1987 – Project X - topphemligt
- 1987 – The Nativity (röst)
- 1988 – Den största kärleken
- 1988 – Sista utvägen
- 1988 – The Frog Prince
- 1989 – Dirty Fighting
- 1991 – Trancers II
- 1991 – Mord i New Hampshire (TV-film)
- 1992 – Only You
- 1992 – Bob Roberts
- 1992 – Mr. Saturday Night
- 1992 – The Waterdance
- 1992 – Trancers III
- 1992–1999 – Galen i dig (TV-serie)
- 1993 – Lockad av ondskan (TV-film)
- 1995 – Vänner (TV-serie) ("The One with Two Parts: Part 1")
- 1995 – Dödskyssen
- 1996 – Twister
- 1997 – Livet från den ljusa sidan
- 1998 – Simpsons (TV-serie) ("Dumbbell Indemnity")
- 2000 – Cast Away
- 2000 – Dr. T och kvinnorna
- 2000 – Skicka vidare
- 2000 – Vad kvinnor vill ha
- 2001 – Skorpionens förbannelse
- 2004 – A Good Woman
- 2005 – Empire Falls (TV-serie)
- 2006 – Bobby
- 2007 – Then She Found Me (även regi, produktion och manus)
- 2010 – Every Day
- 2011 – Soul Surfer
- 2011 – Jock the Hero Dog (röst)
- 2012 – Mitt längtande hjärta
- 2012 – Californication (TV-serie) (endast regi; "At the Movies")
- 2013 – Revenge (TV-serie) (endast regi; "Retribution")
- 2013 – Decoding Annie Parker
- 2014 – Ride (även regi, produktion och manus)
- 2017 – I Love You, Daddy
- 2017 – Shots Fired (TV-serie)
- 2018 – The Miracle Season
- 2018 – Candy Jar
- 2019 – I See You
- 2020 – The Night Clerk